# Josef Kamenitzky Steiner
Josef Kamenitzky Steiner (* 11. November 1910 in Wien, Österreich; † 8. September 1981 ebenda) war ein österreichischer Maler.

## Leben
Er studierte erst in Brünn bei Karl Truppe, danach an der Akademie in Prag bei Heinrich Hönich und Vratislav Nechleba. Nach Beendigung seines Studiums kehrte er nach Brünn zurück, wo er als freier Künstler arbeitete. Neben gelegentlichen Auftragsarbeiten als Porträtist spezialisierte er sich schon bald auf das Malen von Blumenstillleben in der Tradition der österreichischen Stilllebenmaler Franz Werner Tamm,  Moritz Daffinger und Franz Xaver Petter. Um 1960 übersiedelte er nach Wien, wo er bis zu seinem Tod 1981 lebte und arbeitete.